# Csaba Orosz
Csaba Orosz (Dunajská Streda, 10 de agosto de 1971) es un deportista eslovaco que compitió en piragüismo en la modalidad de aguas tranquilas. Ganó una medalla de bronce en el Campeonato Mundial de Piragüismo de 1994, en la prueba de C4 500 m, y una medalla de plata en el Campeonato Europeo de Piragüismo de 1997, en la prueba de C4 200 m.

## Palmarés internacional
| Campeonato Mundial | Campeonato Mundial        | Campeonato Mundial | Campeonato Mundial |
| Año                | Lugar                     | Medalla            | Competición        |
| ------------------ | ------------------------- | ------------------ | ------------------ |
| 1994               | Ciudad de México (México) | Medalla de bronce  | C4 500 m           |
| Campeonato Europeo |                           |                    |                    |
| Año                | Lugar                     | Medalla            | Competición        |
| 1997               | Plovdiv (Bulgaria)        | Medalla de plata   | C4 200 m           |